# Misto Esporte Clube
Le Misto Esporte Clube est un club brésilien de football basé à Três Lagoas dans l'État du Mato Grosso do Sul.

## Historique
Le club est fondé le 1er janvier 1992.

## Palmarès
- Championnat du Mato Grosso do Sul :
  - Vice-champion : 2008

- Championnat du Mato Grosso do Sul de deuxième division :
  - Champion : 2011